# الیتسا تودورووا
الیتسا تودورووا (به انگلیسی: Elitsa Todorova) (زاده ۲ سپتامبر ۱۹۷۷) خواننده بلغارستانی است.
او عضو گروه الیتسا و استویان است.